# Arrecifes de Scott y Seringapatam
Los arrecifes de Scott y Seringapatam es un grupo de arrecifes tipo atolón en el mar de Timor ubicados a unos 300 km al noroeste de Cabo Leveque, Western Australia, en el borde de la plataforma continental. Existen tres o cuatro estructuras de arrecifes separadas, dependiendo de si se considera al Scott Reef Central en forma separada. El grupo es uno de varias formaciones de arrecifes frente a la costa noroeste de Australia y forma parte del territorio de Western Australia. Más al noreste se encuentran las islas Ashmore y Cartier, y hacia el suroeste se encuentran los Rowley Shoals.

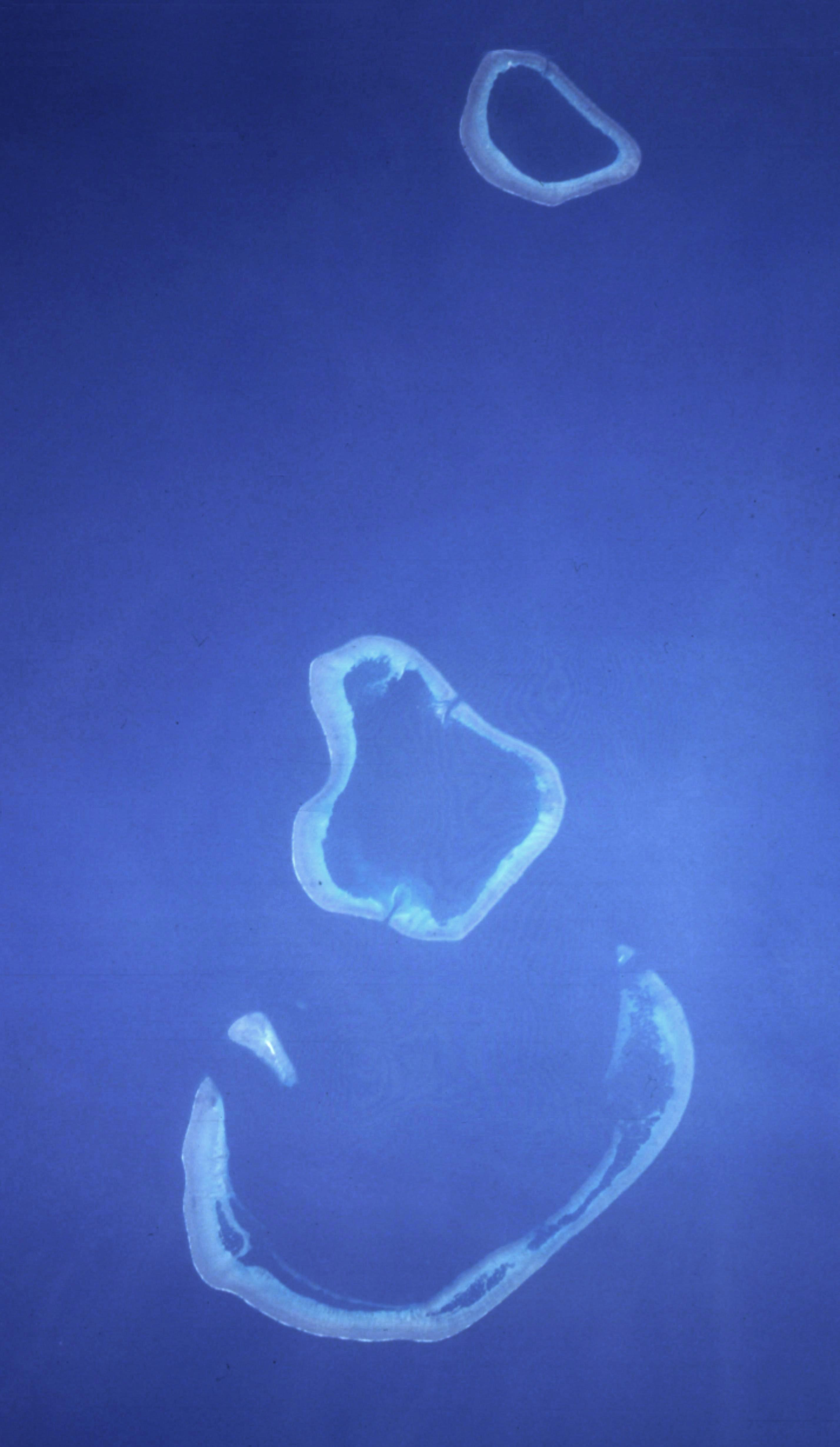
Arrecifes de Scott y Seringapatam.

## Ubicación y descripción
Cada uno de los tres arrecifes se eleva en forma pronunciada sobre el fondo marino ubicado a una profundidad de 400 a 500 m. Gran parte del arrecife queda expuesto durante la marea baja, pero excepto por la islita arenosa (Sandy Islet) del Arrecife Sur de Scott, solo unas pocas rocas y bancos de arena sobresalen en la superficie durante la pleamar.
- Scott Reef South o Arrecife Sur de Scott (también denominado Horseshoe Reef (Arrecife Herradura) o Arrecife Sur) es una gran formación con forma de luna que posee una inusual y rara cresta doble. Su lagoon, tiene una profundidad de unos 24 m. El arrecife junto con su lagoon abarcan unos 144 km².

- Scott Reef Central o Arrecife Central de Scott, por su proximidad a veces es considerado parte del Scott Reef South, se encuentra próximo al West Hook ("Anzuelo Oeste", que es el extremo oeste de la medialuna del Scott Reef South), con la Sandy Islet ubicada en 14°03′S 121°46′E / -14.050, 121.767 (690 m norte-sur, y un ancho máximo de 110 m, con una superficie de 0.05 km²). Este arrecife queda expuesto a una distancia de 0.8 a 1.6 km de la islita. Hay una torre en la islita y a 2.4 km al noreste de la Sandy Islet hay una roca con una altura de 2.4 m cerca de su extremo norte, quedando expuesto una elevación de 0.6 m. El canal entre el Scott Reef South y el Scott Reef Central tiene una profundidad de solo 33 m, mucho menos que los canales entre los otrosarrecifes (366 m entre el Scott Reef South y el Scott Reef North).

- Scott Reef North o Arrecife Norte de Scott, es un gran arrecife circular que se encuentra a 23 km al suroeste del Seringapatam Reef. El arrecife está formado por una cresta estrecha que se encuentra respaldada por arrecifes algo más bajos que quedan expuestos durante la marea baja, y una profunda lagoon central que se encuentra conectada con el mar abierto mediante dos canales. El arrecife y su lagoon abarcan 106 km².

- Seringapatam Reef o Arrecife Seringapatam se encuentra ubicado en 13°40′S 122°05′E / -13.667, 122.083, 23 km al norte del Scott Reef North. Este arrecife fue denominado en honor de la Batalla de Seringapatam, la última y decisiva batalla que pelearon Tipu Sultan y las fuerzas del Raj británico en el Sur de la India. Es un arrecife pequeño de forma circular. La angosta cresta del arrecife encierra una lagoon relativamente profunda. Gran parte del arrecife queda expuesto durante la marea baja. Existen grandes rocas en sus bordes, con unos pocos bancos de arena, que se elevan unos 1.8 m sobre el nivel del mar, en el lateral oeste. El Seringapatam Reef abarca 55 km² (incluida su lagoon central).